# Let Me Love You Once/Retribution Drive
Let Me Love You Once/Retribution Drive è un singolo di Greg Lake, pubblicato dalla Chrysalis nel 1981. Entrambi i brani sono cantati dallo stesso Lake e presenti nell'eponimo album.

## I brani

### Let Me Love You Once
Let Me Love You Once è il brano scritto da Steve Dorff (per la musica) e Molly Ann Leikin (per il testo). È presente sul lato A del singolo e, come penultima traccia, sul lato B dell'album.

### Retribution Drive
Retribution Drive è il brano scritto da Greg Lake, Tony Benyon e Tommy Eyre. Oltre ad essere presente sul lato B del singolo, è anche la traccia che conclude il lato A dell'album.

## Tracce
1. Let Me Love You Once – 4:16 (Steve Dorff, Molly Ann Leikin)
2. Retribution Drive – 5:03 (Greg Lake, Tony Benyon, Tommy Eyre)